# Jean Mouliérat
Jean Mouliérat, né à Vers (Lot) près de Cahors le 13 novembre 1853 et mort à Paris le 20 avril 1932, est un ténor célèbre. Il a fait l'essentiel de sa carrière à l'Opéra comique à Paris.

## Origines
Jean Mouliérat est le fils d'un hôtelier de Vers, dans le Lot, à proximité de Cahors . L'hôtel-restaurant paternel, La Truite dorée, est très connu dans la région et  déjà fréquenté par les « touristes » de l'époque. Ayant débuté dans la vie comme simple berger, à 20 ans,  il s'engage dans l'armée. Incorporé dans le 18e régiment de Chasseurs à pied du fort de Rosny, c'est là que le général Gaucher, remarque ce jeune homme à la voix d'or lorsque le 14 juillet 1875, le ténor entonne la chanson patriotique : Vous n'aurez pas l'Alsace et la Lorraine. Mouliérat fait alors ses classes au Conservatoire national de musique et de déclamation de Paris, qu'il quitte en 1879, après quatre années d'études, avec un premier prix d'opéra-comique et deux seconds prix de chant et d'opéra.

## Carrière
À l'Opéra-Comique de Paris qui l'a embauché, on lui confie les principaux rôles du répertoire : Wilhelm Meister dans Mignon d’Ambroise Thomas, Tybalt dans Roméo et Juliette de Gounod, Don José dans Carmen de Bizet, Tamino dans La Flûte enchantée de Mozart, Alfredo dans La traviata de Verdi. En 1893, Werther dans l'œuvre de Massenet, le consacre.
Une affection des cordes vocales met fin à sa carrière de chanteur en 1898. Dès lors, le chanteur se passionne pour le château médiéval qu'il a acquis en 1896 à Prudhomat, dans le Lot, le château de Castelnau-Bretenoux. Il restaure l'édifice monumental où il aime recevoir des personnalités des lettres, des arts ou de la politique comme Colette, Auguste Rodin, la reine de Madagascar, Ranavalona III, plus communément appelée la reine Ranavalo, Henri Lavedan, de l’Académie française, le peintre Henri Martin,  Anatole de Monzie...
Jean Mouliérat meurt à Paris le 20 avril 1932. Il fait don de son château à l'État (Ministère des Beaux-Arts). Il est inhumé au cimetière du Montparnasse.

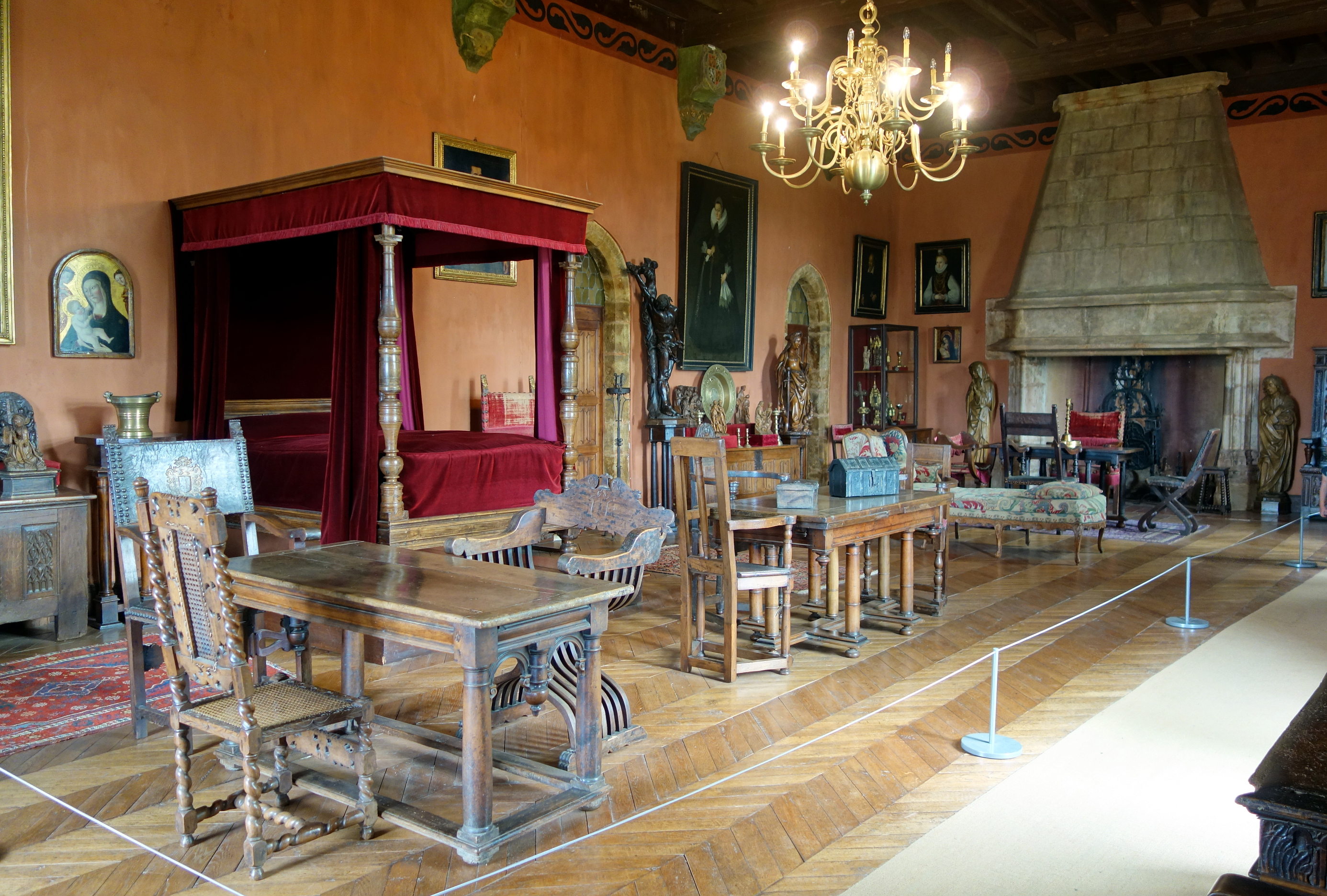
Meubles et collections de Jean Mouliérat dans le Castelnau-Bretenoux

Les meubles et collections d'art réunis par Jean Mouliérat sont conservés dans les sept salles qu'il avait aménagées au premier étage de l'aile est du château de Castelnau-Bretenoux.